# Корначівський ліс

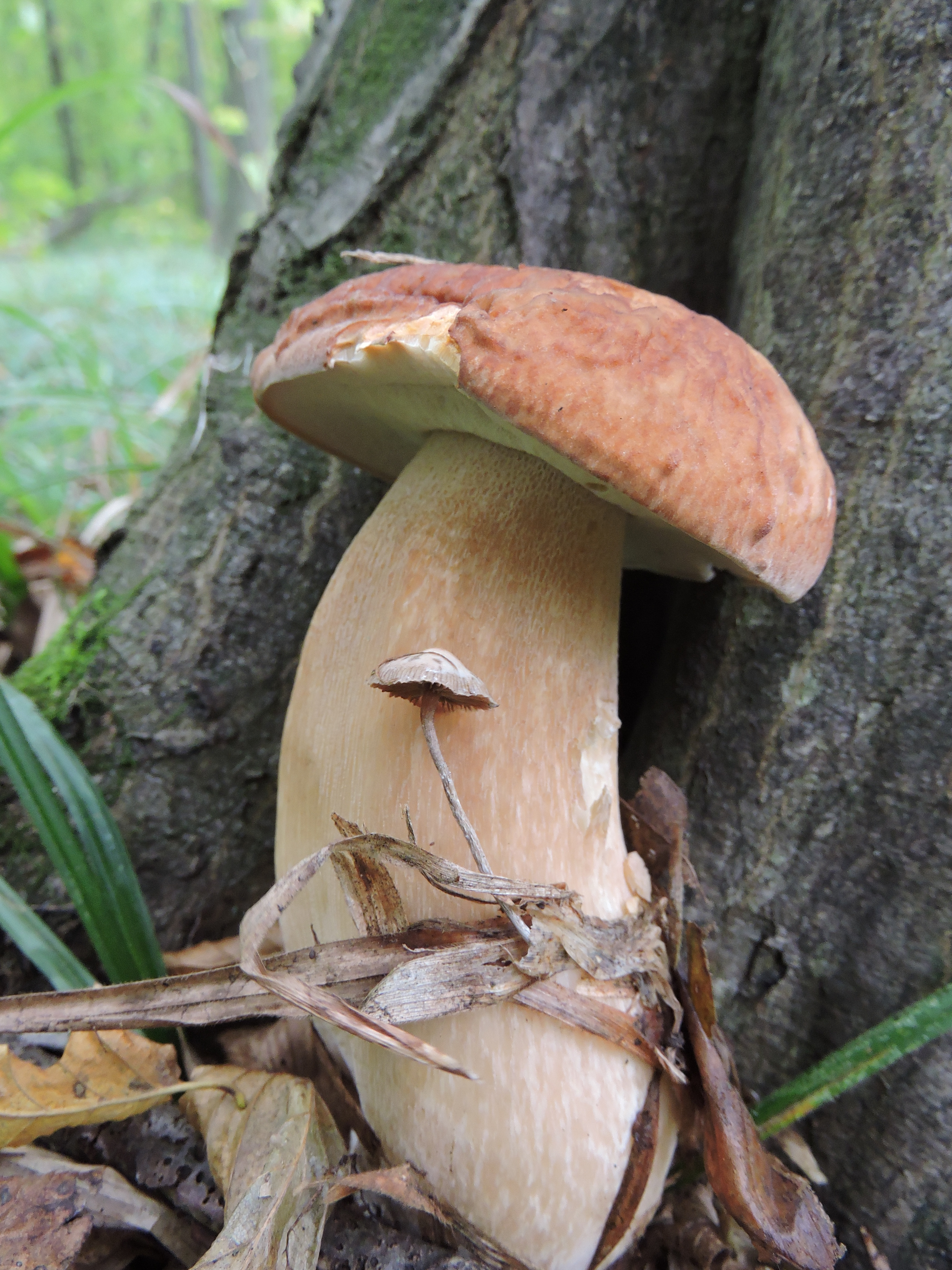
Гриби Корначівського лісу

Корначівський ліс — втрачений лісовий заказник в ур. Проскурівський ліс Яромолинецького лісгоспзагу, неподалік від села Проскурівка. Був оголошений рішенням Хмельницького Облвиконкому № 156-р"б" від 11.06.1970 року.

## Опис
Площа — 125 га.

## Скасування
Рішенням Хмельницького Облвиконкому № 194 від 26.10.1990 року пам'ятка була скасована.
Скасування статусу відбулось по причині: Вилучена із її зони територія втратила свою природну наукову цінність.